# Farbauti (Mond)
Farbauti (auch Saturn XL) ist einer der kleineren äußeren Monde des Planeten Saturn.

## Entdeckung
Die Entdeckung von Farbauti durch David C. Jewitt, Scott S. Sheppard, Jan Kleyna und Brian G. Marsden auf Aufnahmen vom 12. Dezember 2004 bis zum 9. März 2005 wurde am 3. Mai 2005 bekannt gegeben.

Farbauti erhielt zunächst die vorläufige Bezeichnung S/2004 S 9. Im April 2007 wurde der Mond dann nach dem Sturmriesen Fárbauti, dem Vater des Gottes Loki, aus der nordischen Mythologie benannt.

## Bahndaten
Farbauti umkreist Saturn auf einer retrograden exzentrischen Bahn in rund 1086 Tagen. Die Bahnexzentrizität beträgt 0,206, wobei die Bahn mit 156,4° gegen die Ekliptik geneigt ist.

## Aufbau und physikalische Daten
Farbauti besitzt einen Durchmesser von etwa 5 km.